# سیارک ۱۶۹۱۲
سیارک ۱۶۹۱۲ (به انگلیسی: 16912 Rhiannon، نامگذاری:1998EP8) شانزده هزار و نهصد و دوازدهمین سیارک کشف شده‌است که در ۲ مارس ۱۹۹۸ کشف شد.
قدر مطلق سیارک برابر ۱۸٫۲۰ است.